# Lena Raine
Lena Raine   (Seattle, 29 de febrer de 1984) també coneguda com Lena Chappelle, és una compositora i productora estatunidenca. Raine és coneguda per a la seva feina en les bandes sonores de Celeste i Guild Wars 2. Ha compost música per diversos altres videojocs com Minecraft, Deltarune i Chicory: A Colorful Tale. Raine és transgènere.

## Biografia
Raine va tenir influència musical a la seua infantesa gràcies a la seva participació en un cor. El seu pare era a més violinista.
A través d'una comunitat de fans de Sonic va ser introduïda a l'arranjament MIDI, primer fent versions de MIDI de cançons que coneixia i després fent música pròpia. Més tard va assistir al Cornish College of the Arts per a un grau en composició de música.
Raine coneguda per a la seva feina en les bandes sonores de Celeste i Guild Wars 2. Va treballar en Guild Wars 2 a ArenaNet durant sis anys, inicialment com a dissenyadora del joc i després com a compositora bandes sonores. A ArenaNet, ella i Maclaine Diemer componien música a casa per l'expansió del joc de 2015, Guild Wars 2: Heart of Thorns. Va deixar ArenaNet en 2016.
El 2018, Raine va publicar l'Aventura conversacional ESC a itch.io. Raine va ser la desenvolupadora i compositora d'ESC, amb imatges creades per Dataerase. El 2019, va llançar el seu àlbum debut, Oneknowing. Va compondre música per a Minecraft, creant quatre peces de música noves que es van incloure a la versió 1.16 el 2020. Un any més tard, va tornar a Minecraft, component sis cançons noves per a l'actualització 1.18, juntament amb la compositora de videojocs Kumi Tanioka. Raine va crear la banda sonora de l'aventura RPG Chicory: A Colorful Tale, i va col·laborar amb la banda sonora del segon capítol de Deltarune, tots dos llançats el 2021.
El 28 de maig de 2024, Raine va anunciar Anothereal, un joc que combina elements de shoot 'em up i videojocs de rol. Se li atribueix ser la dissenyadora principal del projecte, i el treball va començar el 2021. El joc és desenvolupat per Radical Dreamland, l'estudi de desenvolupament de Raine.